# Susan Nolen-Hoeksema
Susan K. Nolen-Hoeksema (* 22. Mai 1959 in Springfield (Illinois); † 2. Januar 2013 in New Haven (Connecticut)) war eine US-amerikanische Professorin für Psychologie an der Yale University. Bekannt geworden ist sie vor allem mit ihrer Forschung zu Ruminieren (Grübeln), das sie als Risikofaktor für Depressionen erkannte. Heute wird Ruminieren als einer der wichtigsten kognitiven Risikofaktoren für Depressionen angesehen. Sie hat außerdem zu Genderunterschieden als Risikofaktoren für Formen psychischer Störungen geforscht.

## Werdegang und Arbeitsschwerpunkte
Susan Nolen-Hoeksema wurde in Springfield (Illinois) geboren. Sie studierte an der Yale University Psychologie bis zum Bachelor-Abschluss und an der University of Pennsylvania, wo sie ihren Master-Abschluss und ihre Promotion in Klinischer Psychologie ablegte. Ihr Schwerpunkt lag dabei auf Depressionen im Kindes- und Jugendalter. Von 1986 bis 1995 war sie an der Stanford University und danach an der University of Michigan, wo sie 1995 Professorin wurde und das Labor für Research on Women and Gender leitete. Im Jahr 2004 ging sie als Professorin nach Yale zurück und leitete dort das Forschungs- und Studienprogramm zu Depression und Kognition. Unter ihrer Leitung erweiterte es seinen Schwerpunkt auch auf Angststörungen, soziale Ängste und affektive Störungen.

## Arbeitsschwerpunkte
Susan Nolen-Hoeksema forschte insbesondere zu den Prädiktoren für Depressionen im Kindes- und Jugendalter, zu geschlechtsspezifischen Unterschieden bei Depressionen und Ruminieren, zu den Ursachen, Korrelaten und negativen Folgen von Ruminieren sowie zum Ruminieren als Risikofaktor nicht nur für Depressionen, sondern auch für andere psychische Störungen wie Angstzustände, Drogenmissbrauch und Essstörungen. Ruminieren (Grübeln) erkannte sie erstmalig als eine Art der Emotionsregulation, die die Anfälligkeit für Depressionen erhöht und negative Stimmungen verschlimmern und aufrechterhalten kann.
Susan Nolen-Hoeksema hat mehrere populärwissenschaftliche zur psychischen Gesundheit von Frauen, insbesondere im Zusammenhang von Grübeln, Depressionen, Alkohol und Essstörungen, veröffentlicht. Ihre Erklärungen dazu, aus welchen Gründen Frauen und Mädchen sehr viel häufiger als Männer und Jungen Depressionen entwickeln, waren bahnbrechend für das Feld, und sie hat Interventionen entwickelt, mit denen Mädchen, die ein Risiko für Ruminieren haben, andere Emotionsregulationsstrategien lernen.

## Veröffentlichungen (Auswahl)

### Bücher (Auswahl)
- Nolen-Hoeksema, S. (2003). Women who think too much: How to break free of overthinking and reclaim your life. New York: Holt. (deutsch: Warum Frauen zu viel denken: Wege aus der Grübelfalle, 2006, Eichborn)
- Nolen-Hoeksema, S. (2006). Eating, drinking, overthinking: The toxic triangle of food, alcohol, and depression—and how women can break free. New York: Holt (deutsch: Warum Frauen zu viel grübeln, zu viel essen und zu viel trinken: Wege aus der Frustfalle, 2010, Heyne).
- Nolen-Hoeksema, S. (2010). The power of women. Harness your unique strengths at home, at work, and in your community. New York: Times Books
- Nolen-Hoeksema, S., & Larson J. (1999). Coping with loss. Mahwah, NJ: Erlbaum
- Nolen-Hoeksema, S., & Hilt, L. M. (2008). Handbook of depression in adolescents. Routledge.

### Beiträge zu Zeitschriften und Sammelwerken (Auswahl)
- Aldao A, Nolen-Hoeksema S. 2012. When are adaptive strategies most predictive of psychopathology? J. Abnorm. Psychol. 121:276–81
- Aldao A, Nolen-Hoeksema S, Schweizer S. 2010. Emotion-regulation strategies across psychopathology: a meta-analytic review. Clin. Psychol. Rev. 30:217–37
- Butler LD, Nolen-Hoeksema S. 1994. Gender differences in responses to depressed mood in a college sample. Sex Roles 30:331–46
- Cole DA, Nolen-Hoeksema S, Girgus J, Paul G. 2006. Stress exposure and stress generation in child and adolescent depression: a latent trait-state-error approach to longitudinal analyses. J. Abnorm. Psychol. 115:40–51
- Hilt LM, Cha CB, Nolen-Hoeksema S. 2008. Non-suicidal self-injury in young adolescent girls: moderators of the distress-function relationship. J. Consult. Clin. Psychol. 76:63–71
- Lyubomirsky S, Nolen-Hoeksema S. 1993. Self-perpetuating properties of dysphoric rumination. J. Personal. Soc. Psychol. 65:339–49
- McLaughlin KA, Hatzenbuehler ML, Mennin DS, Nolen-Hoeksema S. 2011. Emotion dysregulation and adolescent psychopathology: a prospective study. Behav. Res. Ther. 49:544–54
- McLaughlin KA, Nolen-Hoeksema S. 2012. Interpersonal stress generation as a mechanism linking rumination to internalizing symptoms in early adolescents. J. Clin. Child. Adolesc. Psychol. 41:584–97
- Nolen-Hoeksema S. 1987. Sex differences in unipolar depression: evidence and theory. Psychol. Bull. 101:259–82
- Nolen-Hoeksema S. 1991. Responses to depression and their effects on the duration of depressive episodes. J. Abnorm. Psychol. 100:569–82
- Nolen-Hoeksema S. 1994. An interactive model for the emergence of gender differences in depression in adolescence. J. Res. Adolesc. 4:519–34
- Nolen-Hoeksema S. 2000. The role of rumination in depressive disorders and mixed anxiety/depressive symptoms. J. Abnorm. Psychol. 109:504–11
- Nolen-Hoeksema S. 2001. Gender differences in depression. Curr. Dir. Psychol. Sci. 10:173–76
- Nolen-Hoeksema S. 2012. Emotion regulation and psychopathology: the role of gender. Annu. Rev. Clin. Psychol. 8:161–87
- Nolen-Hoeksema S, Aldao A. 2011. Gender and age differences in emotion regulation strategies and their relationship to depressive symptoms. Personal. Individ. Differ. 51:704–8
- Nolen-Hoeksema S, Girgus JS. 1994. The emergence of gender differences in depression during adolescence. Psychol. Bull. 115:424–43
- Nolen-Hoeksema S, Harrell ZA. 2002. Rumination, depression, and alcohol use: tests of gender differences. J. Cogn. Psychother. 16:391–403
- Nolen-Hoeksema S, Jackson B. 2001. Mediators of the gender difference in rumination. Psychol. Women Q. 25:37–47
- Nolen-Hoeksema S, Larson J, Grayson C. 1999. Explaining the gender difference in depressive symptoms. J. Personal. Soc. Psychol. 77:1061–72
- Nolen-Hoeksema S, Wisco BE, Lyubomirsky S. 2008. Rethinking rumination. Perspect. Psychol. Sci. 3:400–24
- Sarin S, Nolen-Hoeksema S. 2010. The dangers of dwelling: an examination of the relationship between rumination and consumptive coping in survivors of childhood sexual abuse. Cogn. Emot. 24:71–85
- Treynor W, Gonzalez R, Nolen-Hoeksema S. 2003. Rumination reconsidered: a psychometric analysis. Cogn. Ther. Res. 27:247–59
- Lyubomirsky S, Sousa L, Nolen-Hoeksema S. 2003. Can't quite commit: rumination and uncertainty. Personal. Soc. Psychol. Bull. 29:96–107

## Auszeichnungen
- Mentoring-Preis der Yale Graduate School[6]
- David Shakow Early Career Award der American Psychological Association, Division 12[7]
- National Institute of Mental Health Research Career Award[8]
- American Psychological Association Committee on Women in Psychology’s Leadership Award[9]
- James McKeen Cattell Fellow Award 2013 (posthum)[10]